# Angelo Acciaioli di Cassano
Agnolo Acciaioli nebo také Acciaiuoli (také zvaný di Cassano; zemřel po roce 1467) byl florentský politik a velvyslanec, člen rodu Acciaioli.
Titul Barone di Cassano zdědil po svém dědovi Donatovi, ale jeho léno v Neapolském království bylo zkonfiskováno roku 1467. Svou politickou kariéru začal v Neapoli, kde jej na rytíře pasovala královna Joanna II. roku 1415. Později přesídlil do rodového města, Florencie, kde také získal rytířský titul a pro které sloužil jako velvyslanec například v Benátkách, Lucce a Ferraře.
Roku 1448 a 1454 byl zvolen gonfalonierem Florentské republiky, ale jeho kariéra skončila, když se spolu s Neronim, Pittim a Soderinem spikli proti Pieru de' Medici. Po odhalení plánu byl Acciaioli poslán na doživotí do exilu v Barlettě (1466).